# Latarnia morska Sõmeri
Latarnia morska Sõmeri (est. Sõmeri tuletorn) – latarnia morska zbudowana na południe od wsi Matsi. Na liście świateł nawigacyjnych Estonii – rejestrze Urzędu Transportu Morskiego (Veeteede Amet) w Tallinnie – ma numer 835.
Pierwsza latarnia w tym miejscu została zbudowana w 1941 roku. Obecna pochodzi z 1954. Ośmioboczna żelbetonowa konstrukcji latarni ma wysokość 21 metrów. Została pomalowana na biało. Obecnie obiekt znajduje się na terenie utworzonego w 2007 roku obszaru chronionego krajobrazu – Sõmeri hoiuala.
Obecnie zasięg światła wynosił 9 Mm. Jego charakterystyka to: 0,6 + 5,4 = 6 s.

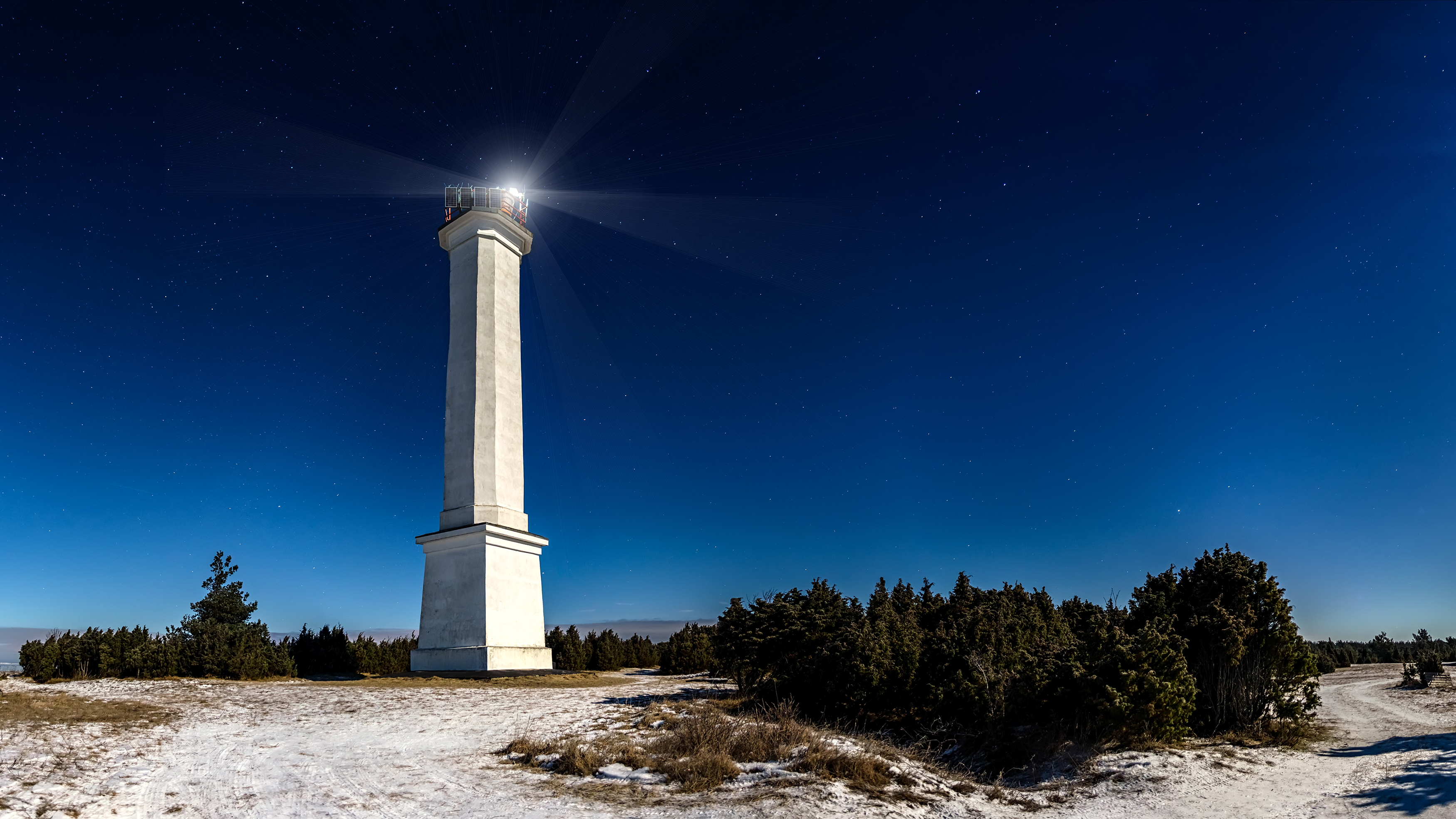
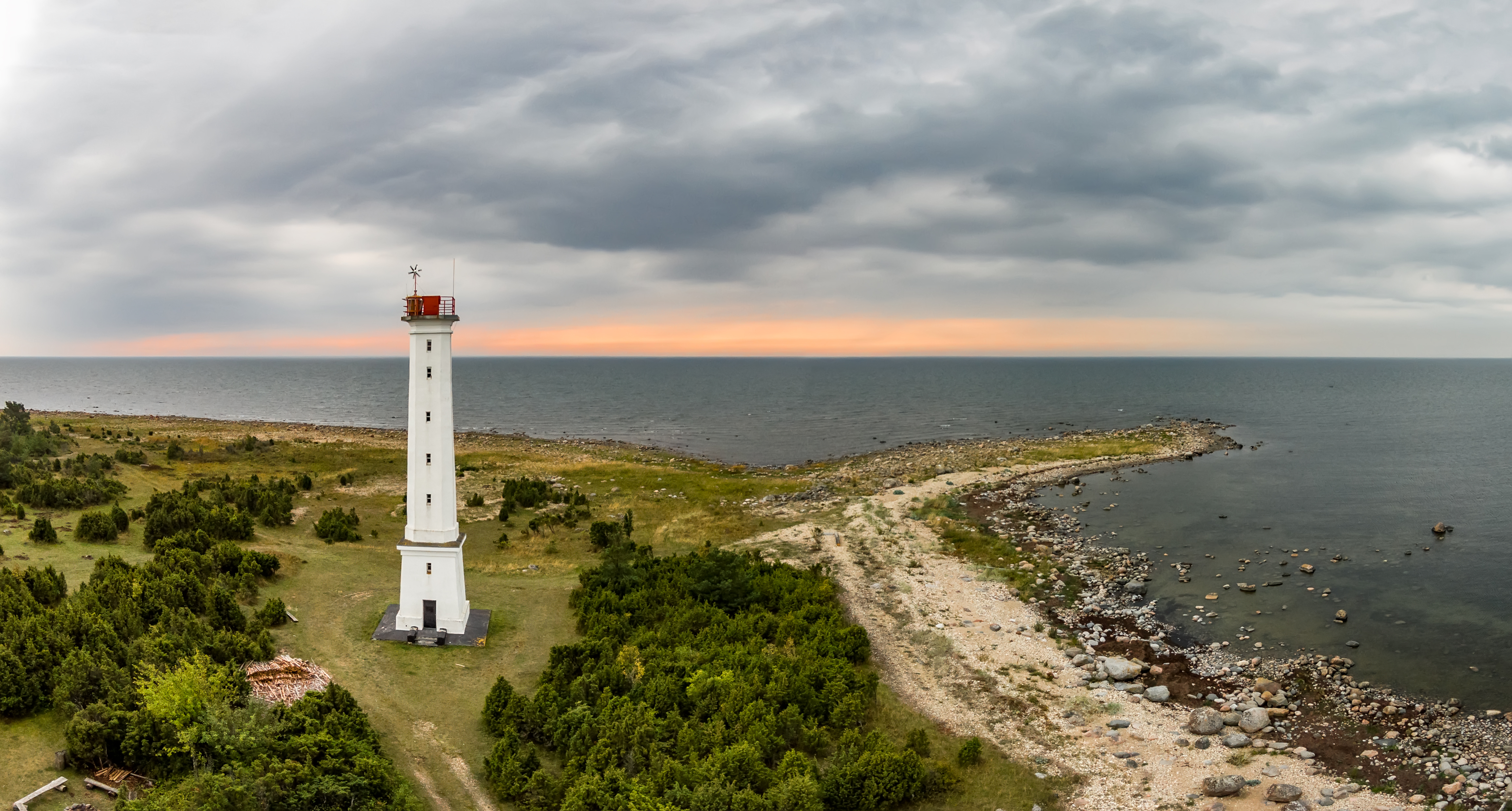